# Смарховиці-Малі
Смарховиці-Малі (пол. Smarchowice Małe) — село в Польщі, у гміні Намислув Намисловського повіту Опольського воєводства.
Населення — 222 особи (2011).

## Демографія
Демографічна структура станом на 31 березня 2011 року:
|          | Загалом | Допрацездатний вік | Працездатний вік | Постпрацездатний вік |
| -------- | ------- | ------------------ | ---------------- | -------------------- |
| Чоловіки | 105     | 21                 | 72               | 12                   |
| Жінки    | 117     | 28                 | 65               | 24                   |
| Разом    | 222     | 49                 | 137              | 36                   |